# Écologie aquatique
Étant donné que l'écologie est l'étude scientifique de l'interaction entre les environnements et les organismes, l’écologie aquatique étudie spécifiquement les interactions entre les êtres vivants aquatiques et tous leurs environnements (océans, rivières, lacs, étangs, fleuves, mais aussi zones et milieux humides).

## Histoire
L'émergence de mouvements de protection de la nature viennent d'importantes transformations qui ont lieu durant le XIXe siècle. À cette époque, il s'agit encore de mouvements timides, qui prônent principalement la protection de certaines espèces et non pas l'intégrité de la nature.

## Les écosystèmes aquatiques

### Définition
L'écosystème aquatique possède une certaine autonomie et peut être étudié isolément. Dans ce système, l'eau y joue un rôle principal.

### Types d'écosystèmes
Classiquement, on distingue 2 grands types d'écosystème aquatique: les marins et les continentaux; leur distinction peut cependant parfois être difficile.
Les conditions de vie de l'écosystème vont fortement conditionner son fonctionnement, dans ces conditions, on retrouve notamment: 
- l'endroit géographique de leur implantations et le climat local
- la nature de l'écosystème (vitesse du courant, profondeur, dimensions)
- le type d'animaux et végétaux qui s'y développent,
- la qualité physico-chimique de l'eau (température, composition chimique)[3],[2].

### Composition globale des écosystèmes
De façon global, les écosystèmes aquatiques peuvent être divisés en trois compartiments biologiques qui permettent le maintien de l'équilibre:
- Les producteurs: plantes aquatiques qui se forment à partir des minéraux présent dans le milieu et le rayonnement solaire
- Les consommateurs: animaux aquatiques, qui consomment les plantes aquatiques ou les animaux prédateurs qui consomment les animaux aquatiques
- Les décomposeurs qui ont un rôle d'absorption des  matières organiques générées par les plantes ou animaux. Cela permet de créer des minéraux qui seront utiles pour le développement des plantes.

Chaque acteurs a donc son rôle dans l'écosystème et y est indispensable pour le maintien de l'équilibre.